# Clemens von Pirquet
Clemens Peter Freiherr von Pirquet (1874 - 1929) va ser un científic austríac en els camps de la pediatria, bacteriologia i immunologia.
Estudià teologia a la Universitat d'Innsbruck i filosofia a la Universitat de Lovaina (1834–1968) abans d'entrar a la Universitat de Graz on es va doctorar en medicina el 1900. Va practicar a la clínica infantil de Viena.
L'any 1906 es va adonar que els pacients que havien rebut prèviament injeccions de sèrum de cavall de la vacuna de la verola havien tingut una reacció més severa a una segona injecció. Junt amb Bela Schick, va encunyar la paraula al·lèrgia (del grec allos que significa "altre" i ergon que significa "reacció") per a descriure aquesta reacció d'hipersensibilitat.
Poc després es va adonar que la tuberculina que Robert Koch aïllà dels bacteris que causen la tuberculosi el 1890, podia donar lloc a unes reaccions similars.
El 1909 declinà un lloc de treball ofert a l'Institut Pasteur de París i va esdevenir professor a la Johns Hopkins University. El 1910 tornà a Europa a Breslau i després a Viena.

## Suïcidi
El 28 de febrer de 1929, Clemens von Pirquet i la seva esposa se suïcidà amb cianur de potassi.